# Ritratto di devota
Ritratto di devota è un'opera olio su tela datata tra il 1530 e il 1535 di Giovanni Busi detto Cariani conservata alla Pinacoteca del Castello Sforzesco di Milano.

## Storia
Il dipinto è parte di un lavoro più grande realizzato dal pittore bergamasco, molto probabilmente parte di una Sacra conversazione o di una Crocifissione di cui si sono perse le tracce, se non in una ulteriore tela che raffigura un donatore conservata presso la galleria di palazzo Barberini.
L'opera viene individuata nel 1901 la prima volta come opera del Cariani dal Morelli e inserita tra le opere realizzate negli anni in cui l'artista si trovava a Bergamo. Un successivo studio daterebbe il lavoro negli anni in cui l'artista tornato a Venezia, eseguiva un numero sempre minore di opere che avevano anche maggior ruvida intensità. Se è certa l'esecuzione da parte dell'artista bergamasco, non è certa la sua originaria collocazione. Secondo il critico Eduard A. Safarik doveva essere parte di una pala eseguita per la chiesa parrocchiale di Lonno dove risulta che vi fossero raffigurati i due coniugi offerenti, ma di questo non vi è documentazione certa. Il dipinto presenta assonanze con la Crocifissione di Cristo presente nelle sale della pinacoteca di Brera e la Madonna col Bambino e donatore in Accademia Carrara di Bergamo, dove sono raffigurazioni sacre entrambe con i due donati che per corporatura e per raffigurazione e taglio con profilo a tre quarti presentano assonanze.

## Descrizione
Il dipinto porterebbe a considerare che sia parte di sacra conversazione ambientata in interno. La corposità del personaggio e il cromatismo riprendono opere, nel loro linguaggio figurativo, di Palma il Vecchio le cui opere l'artista ben conosceva e che maggiormente si rafforzarono nel suo periodo più maturo con il ritorno a Venezia nel 1523. La posa porterebbe a pensare che il personaggio sia stato dipinto in ginocchio. Lo sfondo della tela corrispondente e conservata a palazzo Barberini ha uno sfondo molto più movimentato con un tendaggio che delimita la scena. Da questo si deduce che l'artista aveva raffigurato un ambiente interno.
I due personaggi presentano una struttura quasi monumentale, caratteristica che avvicina l'opera ai lavori del Tiziano e di Palma il Vecchio, ma molto più personale con invito borghese come molte delle opere dell'artista.